# Marc Crousillat
Marc Crousillat (* 17. Januar 1960 in Marseille; † 22. Januar 2022 ebenda) war ein französischer Wasserballspieler.

## Leben
Marc Crousillat lernte beim CN Marseille das Schwimmen und begann dort in den 1980er Jahren mit dem Wasserballspielen. Zusammen mit seinem Bruder Michel nahm er mit der französischen Nationalmannschaft an den Olympischen Spielen 1988 in Seoul teil. Die Mannschaft belegte den 10. Platz.
Nach seiner Wasserballkarriere machte Crousillat sich selbständig und gründete 1990 das Unternehmen MCO, welches Kongresse, Sportveranstaltungen und Konzerte organisierte.
Seine Tochter Charlotte wurde Gastronomin und sein Sohn Ugo wurde ebenfalls Wasserballspieler und nahm unter anderem an den Olympischen Spielen 2016 teil.
Nachdem Marc Crousillat im Sommer 2021 erkrankte, starb er im Folgejahr wenige Tage nach seinem 62. Geburtstag.